# Милютенко, Дмитрий Емельянович
Дмитрий Емельянович Милютенко (укр. Дмитро Омелянович Мілютенко; 1899—1966) — советский, украинский актёр театра и кино. Народный артист СССР (1960).

## Биография
Родился 9 (21) февраля 1899 года в Славянске Российской империи (ныне в Донецкой области, Украина), в семье рабочего.
В 1909—1914 годах учился в Славянском четырёхклассном городском училище, в 1914—1918 — в Славянском коммерческом училище, в 1918—1919 — в Харьковском коммерческом институте. В связи со смертью отца оставил учёбу и вернулся в Славянск.
Увлёкся театром ещё в школе. В 1920—1922 годах работал инструктором-организатором Управления политического образования при Славянском уездном военкомате, выступал в полупрофессиональной местной труппе, в 1922—1923 — актёр первой украинской театральной труппы при Славянском отделе народного образования и художественный руководитель драматической студии при Содовом заводе.
В 1923 году на гастроли в Славянск прибыл недавно созданный передвижной Театр имени И. Франко (ныне Национальный академический драматический театр им. Ивана Франко в Киеве). Актёра-любителя пригласили на профессиональную сцену. Театр обосновался в Харькове, где он и дебютировал в 1923 году. Когда в 1926 году театр был переведён в Киев, остался в Харькове и поступил на сцену переехавшего в город театра «Березиль» (с 1935 — Харьковский украинский драматический театр имени Шевченко). Здесь под руководством режиссёра Леся Курбаса сформировалась творческая индивидуальность актёра.
После разгрома театра «Березиль» в 1933—1934 годах, некоторое время оставался в труппе Харьковского украинского драматического театра имени Т. Шевченко.
В 1936 году вместе с Н. Ужвий, А. Бучмой и некоторыми другими актёрами был приглашён в Киевский украинский драматический театр им. И. Франко, где работал до конца жизни. Сыграл более 200 ролей.
В 1943—1945 годах возглавил фронтовую бригаду артистов, которая обслуживала 3-й Украинский фронт.
Снимался в кино с 1931 года.
В 1946—1966 годах преподавал в Киевском театральном институте (ныне Киевский национальный университет театра, кино и телевидения имени И. К. Карпенко-Карого).
Член КПСС с 1942 года.
С 1944 по 1966 гг. жил в Киеве на улице Маяковского (с 1984 — Ольгинская) №2/1 (в этом доме также жили Гнат Юра и Николай Яковченко). Умер от инфаркта 25 января 1966 года в Ташкенте (Узбекистан), где находился на съёмках фильма «Родник для жаждущих». Кинорежиссёр Ю. Ильенко посвятил этот фильм памяти артиста. Похоронен в Киеве на Байковом кладбище (надгробие; скульптор Наталья Дерегус, архитектор В. В. Штокмар; установлено в 1969). 

### Семья
- Жена — Наталия Яковлевна Мищенко (1922—2013), актриса.

## Награды и звания
- Народный артист Узбекской ССР (1944)
- Народный артист Украинской ССР (1946)
- Народный артист СССР (1960)
- Орден Ленина (1951)
- Медаль «За трудовое отличие» (1940)
- Медаль «За доблестный труд в Великой Отечественной войне 1941—1945 гг.» (1946)

## Творчество

### Роли в театре

#### Театр «Березиль»
- 1930 — «Диктатура» И. К. Микитенко — Пивень

#### Харьковский украинский драматический театр имени Шевченко
- 1935 — «Платон Кречет» А. Е. Корнейчука — Аркадий

#### Киевский драматический театр им. И. Франко
- 1936 — «Дон Карлос» Ф. Шиллера — Великий инквизитор
- 1937 — «Борис Годунов» А. С. Пушкина — князь Шуйский
- 1937 — «Банкир» А. Е. Корнейчука — Безштанько
- 1938 — «Ревизор» Н. В. Гоголя — Хлопов
- 1938 — «Ой не ходи, Грицю…» М. П. Старицкого — Хома
- 1938 — «Шёл солдат с фронта» по В. П. Катаеву — Семён Котко
- 1939 — «Хозяин» И. К. Карпенко-Карого — Пузырь
- 1940 — «В степях Украины» А. Е. Корнейчука — Чеснок
- 1940 — «Украденное счастье» И. Я. Франко — Задорожный
- 1942 — «Фронт» А. Е. Корнейчука — Гайдар
- 1943 — «Русские люди» К. М. Симонова — Розенберг
- 1945 — «Сто тысяч» И. К. Карпенко-Карого — Калитка
- 1946 — «Вишнёвый сад» А. П. Чехова — Гаев
- 1948 — «Ученик дьявола» Б. Шоу — генерал Бергойн
- 1948 — «Без вины виноватые» А. Н. Островского — Шмага
- 1949 — «Двенадцатая ночь» У. Шекспира — Мальволио
- 1951 — «На грани ночи и дня» А. М. Якобсона — Хааке
- 1954 — «Петербургская осень» А. Е. Ильченко — Тарас Шевченко
- 1959 — «Король Лир» У. Шекспира — шут
- 1959 — «Не суждено» М. П. Старицкого — Харлампий
- 1960 — «Свадьба Свички» И. А. Кочерги — воевода
- 1961 — «Пророк» И. А. Кочерги — Тарас Шевченко

### Фильмография
1. 1931 — Фата Моргана — Гаврило
2. 1932 — Путь свободен — Петраш
3. 1934 — Большая игра — Чендлер
4. 1936 — Том Сойер — Тэтчер, судья
5. 1938 — Кармелюк — Ярема, сын Коваля
6. 1939 — Всадники — гость на приёме беседовал о сходстве немецкого и украинского языков
7. 1939 — Кубанцы — дед Макар
8. 1939 — Щорс — Ткач / Владимир Винниченко
9. 1941 — Богдан Хмельницкий — Николай Потоцкий, гетман
10. 1942 — Партизаны в степях Украины — Довгоносик
11. 1945 — Зигмунд Колосовский — Венцель
12. 1947 — Подвиг разведчика — Бережной
13. 1951 — Тарас Шевченко — Усков, майор
14. 1952 — В степях Украины (фильм-спектакль) — Чеснок
15. 1953 — Калиновая роща (фильм-спектакль) — Архип Вакуленко
16. 1953 — Мартын Боруля (фильм-спектакль) — Протасий Пененожка
17. 1954 — «Богатырь» идёт в Марто — «Хозяин»
18. 1954 — Над Черемошем — игумен
19. 1955 — Мать — Нил, отец Пелагеи
20. 1956 — Костёр бессмертия — сановник церкви
21. 1956 — Главный проспект — Лобода
22. 1956 — Иван Франко — наместник Галиции
23. 1956 — Над Черемошем — игумен
24. 1956 — Павел Корчагин — Токарев
25. 1957 — Конец Чирвы-Козыря — Макар Митрофанович Пивень, кулак
26. 1958 — Гроза над полями — Бессалый
27. 1958 — Сто тысяч (фильм-спектакль) — Калитка
28. 1959 — Зелёный фургон — дед Тарас
29. 1959 — Олекса Довбуш — Пшеремский
30. 1959 — Таврия — Килигей
31. 1962 — В мёртвой петле — Дирин
32. 1962 — Иваново детство — старик
33. 1962 — Свечкина свадьба (фильм-спектакль) — киевский воевода
34. 1963 — Сорок минут до рассвета — Демид Антонович
35. 1964 — Наш честный хлеб — Макар Задорожный
36. 1964 — Сон — дядька Иван
37. 1965 — Вниманию граждан и организаций — школьный сторож
38. 1965 — Нет неизвестных солдат — Бимба, дворник
39. 1965 — Эскадра уходит на запад — полковник Форамбе
40. 1965 — Родник для жаждущих — Левко Сердюк
41. 1966 — Почему улыбались звёзды (фильм-спектакль) — Яков Петрович, отец Оли, архитектор

## Память

Мемориальная доска по ул. Ольгинская №2/1 в Киеве

- В 1966 году, в честь актёра в Киеве на массиве «Водопарк» (ныне Лесной массив) названа улица.
- В 1985 году, на доме, в котором в 1944—66 гг. жил Д. Милютенко в Киеве по улице В. Маяковского (ныне Ольгинская), 2/1, установлена мемориальная доска.
- Поэт И. Драч посвятил памяти Д. Милютенко микропоэму «Сизий птах із гніздов’я Курбаса» (1986), которая вошла в сборник «Соняшник» (1987).